# Paradisier festonné
Ptiloris paradiseus
Espèce
Statut de conservation UICN

 LC  : Préoccupation mineure
Statut CITES
Le Paradisier festonné (Ptiloris paradiseus; en anglais, le Paradise Riflebird) est une espèce de passereau australien de taille moyenne de la famille des Paradisaeidae.

## Description
Il peut mesurer jusqu'à 30 cm de long et peser 140 g.
Le mâle est noir avec des reflets bleu vert sur le sommet de la tête, le cou et les rectrices  centrales de la queue. Il a un long bec courbe noir, l'intérieur de la bouche jaune, des pattes noires, un iris marron foncé.
La femelle a un pelage brun olive avec un ventre portant des barres noires.

## Distribution
Frange côtière de l’est de l’Australie, des environs de Gladstone (sud-est du Queensland) à New Castle (nord-est de la Nouvelle Galles du Sud), commun dans l’aire de Calliope et dans le Great Dividing Range.

## Habitat
Le ptiloris festonné affectionne les forêts tempérées et subtropicales ainsi que les boisements secs ou humides, en général au-dessus de 500 m, rarement en dessous de 200 m sauf en hiver quand il peut atteindre le niveau de la mer (Frith & Frith 2009).

## Alimentation
Elle consiste en fruits et invertébrés (insectes, araignées, arthropodes) dont la proportion animale est globalement dominante mais variable selon les saisons (Frith & Frith 2009). Ottaviani (2012) a montré, photo à l’appui, que l’espèce consomme des fruits d’une méliacée, Dysoxylum gaudichaudianum.

## Voix
Le cri de signalement du mâle est un yaassss explosif et audible jusqu’à 800 m. Il est structurellement similaire à celui du ptiloris de la Reine Victoria. Les cris du mâle immature sont plus faibles et portent moins loin (Frith & Frith 2009).

## Parade nuptiale
Quand les rayons du soleil filtrent à travers les frondaisons, le mâle monte des buissons vers les plus hautes branches des araucarias (Araucaria macleayana) qui abondent dans cette région. Il sélectionne souvent un site où trois-quatre de ces arbres se trouvent espacés de quelques mètres pour mettre en scène sa parade nuptiale. Il passe le début de matinée à se lisser les plumes et à s’exposer en plein soleil pour exhiber son plastron irisé. Puis il effectue de petits vols d’arbre en arbre en lançant un jaaasss singulier et en produisant un froissement d’ailes caractéristique chaque fois qu’il quitte un perchoir pour un autre. La fonction de ce froissement d’ailes rappelant un peu un morceau de soie que l’on agite est certainement de se signaler à une femelle. En milieu de matinée, il gagne les basses branches d’un arbre, souvent un cèdre (Cedrela australis) et continue à émettre son cri à intervalles d’environ deux minutes. Puis il déploie les ailes, rejette la tête en arrière et la fait tournoyer, bien campé sur son perchoir horizontal et bien en vue en lisière de forêt ou même en surplomb d’une gorge (Gilliard 1969).

## Nidification
Le nid est généralement placé haut (jusqu’à 30 m) dans l’enchevêtrement de vignes grimpantes de la canopée. C’est une coupe peu profonde de sarments de vignes et de feuilles mortes assemblés avec des fibres plus fines et des brindilles. Comme chez le ptiloris de la Reine Victoria, une peau de serpent est souvent incorporée à la construction. Il contient deux œufs rougeâtres striés longitudinalement de gris, de brun et de pourpre (Gilliard 1969).

## Statut, conservation
L’espèce n’est pas considérée comme globalement menacée malgré un éclaircissement de la forêt et une répartition restreinte mais elle est plus abondante dans les forêts d’altitude du nord de son aire que dans les habitats relictuels du sud. L’essentiel des populations occupe actuellement les forêts de colline du Great Dividing Range (Frith & Frith 2009).